# Yläne å
Yläne å (fi. Yläneenjoki) är ett vattendrag i Finland.   Det ligger i landskapet Egentliga Finland, i den sydvästra delen av landet, 160 km nordväst om huvudstaden Helsingfors. Yläneenjoki ligger vid sjön Pyhäjärvi.